# Agapanthia kirbyi
Agapanthia kirbyi är en skalbaggsart som först beskrevs av Leonard Gyllenhaal 1817.  Agapanthia kirbyi ingår i släktet Agapanthia och familjen långhorningar.
Artens utbredningsområde är:
- Frankrike.
- Iran.
- Ukraina.

Inga underarter finns listade i Catalogue of Life.